# Haplochromis limax
Haplochromis limax là một loài cá thuộc họ Cichlidae. Loài này có ở Cộng hòa Dân chủ Congo và Uganda. Các môi trường sống tự nhiên của chúng là sông và hồ nước ngọt.